# Lista över rollfigurer i Simpsons
Detta är en lista över rollfigurer i tv-serien Simpsons.

## Rollfigurer
| Rollfigur                                                | Röstskådespelare | Första framträdande                                                                 |
| -------------------------------------------------------- | --- | ----------------------------------------------------------------------------------- |
| Familjen Simpson                                         | Hank Azaria, Wren T. Brown, Nancy Cartwright, Dan Castellaneta, Glenn Close, James Earl Jones, Julie Kavner, Tress MacNeille, Elizabeth Taylor, Maggie Roswell, Harry Shearer, Yeardley Smith | Good Night                                                                          |
| Homer Simpson                                            | Dan Castellaneta | Good Night                                                                          |
| Marjorie "Marge" Simpson                                 | Julie Kavner | Good Night                                                                          |
| Bartholomew "Bart" Simpson                               | Nancy Cartwright | Good Night                                                                          |
| Lisa Simpson                                             | Yeardley Smith | Good Night                                                                          |
| Margaret "Maggie" Simpson                                | Nancy Cartwright, James Earl Jones, Elizabeth Taylor, Harry Shearer, Yeardley Smith | Good Night                                                                          |
| Abraham "Abe" Simpson                                    | Dan Castellaneta | Grampa and the Kids                                                                 |
| Chester Simpson                                          | Dan Castellaneta | Lisa the Simpson                                                                    |
| Cyrus Simpson                                            | Hank Azaria | Simpsons Christmas Stories                                                          |
| Dr. Simpson                                              | Tress MacNeille | Lisa the Simpson                                                                    |
| Eliza Simpson                                            | Yeardley Smith | The Color Yellow                                                                    |
| Hiram Simpson                                            | Dan Castellaneta | The Color Yellow                                                                    |
| Mabel Simpson                                            | Julie Kavner | The Color Yellow                                                                    |
| Mona Simpson                                             | Glenn Close, Tress MacNeille, Maggie Roswell | Oh Brother, Where Art Thou?                                                         |
| Orville J. Simpson                                       | Hank Azaria | Bart Gets Hit by a Car                                                              |
| Stanley Simpson                                          | Dan Castellaneta | Lisa the Simpson                                                                    |
| Tyrone Simpson                                           | Hank Azaria | Catch 'em if you can                                                                |
| Virgil Simpson                                           | Wren T. Brown | The Color Yellow                                                                    |
| Familjen Bouvier                                         | Julie Kavner, Harry Shearer | Simpsons Roasting on an Open Fire                                                   |
| Clancy Bouvier                                           | Harry Shearer | The Way We Was                                                                      |
| Jacqueline "Jackie" Bouvier                              | Julie Kavner | Bart vs. Thanksgiving                                                               |
| Ling Bouvier                                             | | Goo Goo Gai Pan                                                                     |
| Patricia "Patty" Bouvier                                 | Julie Kavner | Simpsons Roasting on an Open Fire                                                   |
| Selma Bouvier Terwilliger Hutz McClure Stu Simpson       | Julie Kavner | Simpsons Roasting on an Open Fire                                                   |
| Familjen bin Laden                                       | Shohreh Aghdashloo, Hank Azaria, Tress MacNeille | Mypods and Boomsticks                                                               |
| Bashir bin Laden                                         | Tress MacNeille | Mypods and Boomsticks                                                               |
| Mina bin Laden                                           | Shohreh Aghdashloo | Mypods and Boomsticks                                                               |
| Mr. bin Laden                                            | Hank Azaria | Mypods and Boomsticks                                                               |
| Familjen Brockman                                        | Dan Castellaneta, Nancy Cartwright, Harry Shearer | The Telltale Head                                                                   |
| Brittany Brockman                                        | Nancy Cartwright | Krusty Gets Busted                                                                  |
| Kent Brockman                                            | Harry Shearer | The Telltale Head                                                                   |
| Kent Brockmans brorson                                   | Dan Castellaneta | Faith Off                                                                           |
| Familjen Burns                                           | Christopher Collins, Rodney Dangerfield, Pamela Hayden, Harry Shearer | Simpsons Roasting on an Open Fire                                                   |
| Citrongul M. Burns                                       | | C.E. D'oh                                                                           |
| Clifford Burns                                           | Harry Shearer | Rosebud                                                                             |
| Daphne Burns                                             | Pamela Hayden | Rosebud                                                                             |
| Larry Burns                                              | Rodney Dangerfield | Burns, Baby Burns                                                                   |
| Charles Montgomery Burns                                 | Christopher Collins, Harry Shearer | Simpsons Roasting on an Open Fire                                                   |
| Wainwright Montgomery Burns                              | Harry Shearer | Last Exit to Springfield                                                            |
| Familjen Cooder                                          | Tress MacNeille, Jim Varney | Bart Carny                                                                          |
| Cooter Cooder                                            | Jim Varney | Bart Carny                                                                          |
| Spud Cooder                                              | Tress MacNeille | Bart Carny                                                                          |
| Familjen D'Amico                                         | Tress MacNeille, Joe Mantegna | Bart the Murderer                                                                   |
| Anthony "Fat Tony" D'Amico                               | Joe Mantegna | Bart the Murderer                                                                   |
| Michael D'Amico                                          | Tress MacNeille | The Mook, the Chef, the Wife and Her Homer                                          |
| Familjen Drundrige                                       | Hank Azaria, Pamela Hayden | Bart vs. Australia                                                                  |
| Bruno Drundrige                                          | Hank Azaria | Bart vs. Australia                                                                  |
| Tobias Drundrige                                         | Pamela Hayden | Bart vs. Australia                                                                  |
| Familjen Fisk                                            | Hank Azaria | Homer's Night Out                                                                   |
| Eugene Fisk                                              | Hank Azaria | Homer's Night Out                                                                   |
| Mr. Fisk                                                 | | Homer's Night Out                                                                   |
| Familjen Flanders                                        | Nancy Cartwright, Pamela Hayden, Marcia Mitzman Gaven, Maggie Roswell, Harry Shearer | Simpsons Roasting on an Open Fire                                                   |
| Bonnie Flanders                                          | | The Bob Next Door                                                                   |
| Connie Flanders                                          | | The Bob Next Door                                                                   |
| José Flanders                                            | Harry Shearer | Lisa the Vegetarian                                                                 |
| Maude Flanders                                           | Marcia Mitzman Gaven, Maggie Roswell | Dead Putting Society                                                                |
| Ned Flanders                                             | Harry Shearer | Simpsons Roasting on an Open Fire                                                   |
| Rod Flanders                                             | Pamela Hayden | The Call of the Simpsons                                                            |
| Ted Flanders                                             | | The Bob Next Door                                                                   |
| Lord Thistlewick Flanders                                | Harry Shearer | Lisa the Vegetarian                                                                 |
| Todd Flanders                                            | Nancy Cartwright | Simpsons Roasting on an Open Fire                                                   |
| Familjen Grimes                                          | Hank Azaria | Homer's Enemy                                                                       |
| Franklin "Frank" Grimes                                  | Hank Azaria | Homer's Enemy                                                                       |
| Franklin "Frank" Grimes Junior                           | Hank Azaria | Great Louse Detective                                                               |
| Familjen Gumble                                          | Hank Azaria, Dan Castellaneta | Simpsons Roasting on an Open Fire                                                   |
| Albert Gumble                                            | Hank Azaria | And Maggie Makes Three                                                              |
| Arnie Gumble                                             | | Raging Abe Simpson and His Grumbling Grandson in "The Curse of the Flying Hellfish" |
| Bernard "Barney" Gumble                                  | Dan Castellaneta | Simpsons Roasting on an Open Fire                                                   |
| Mrs. Gumble                                              | Dan Castellaneta | Simpson Tide                                                                        |
| Familjen Heathbar                                        | Tress MacNeille, Ricky Gervais | Homer Simpson, This Is Your Wife                                                    |
| Ben Heathbar                                             | Tress MacNeille | Homer Simpson, This Is Your Wife                                                    |
| Charles Heathbar                                         | Ricky Gervais | Homer Simpson, This Is Your Wife                                                    |
| Verity Heathbar                                          | Tress MacNeille | Homer Simpson, This Is Your Wife                                                    |
| Familjen Hibbert                                         | Harry Shearer, Kevin Michael Richardson, Tress MacNeille | Bart the Daredevil                                                                  |
| Bernice Hibbert                                          | Tress MacNeille | Bart's Dog Gets an F                                                                |
| Julius Hibbert                                           | Harry Shearer, Kevin Michael Richardson | Bart the Daredevil                                                                  |
| Familjen Hobbes                                          | Emily Blunt | Lisa the Drama Queen                                                                |
| Juliet Hobbes                                            | Emily Blunt | Lisa the Drama Queen                                                                |
| Mr. Hobbes                                               | | Lisa the Drama Queen                                                                |
| Mrs. Hobbes                                              | | Lisa the Drama Queen                                                                |
| Familjen Jensen                                          | Hank Azaria | Coming to Homerica                                                                  |
| Brendlif Jensen                                          | Hank Azaria | Coming to Homerica                                                                  |
| Dagne Jensen                                             | | Coming to Homerica                                                                  |
| Familjen Jones                                           | Pamela Hayden | The Telltale Head                                                                   |
| Carol Jones                                              | | The PTA Disbands                                                                    |
| Corky James "Jimbo" Jones                                | Pamela Hayden | The Telltale Head                                                                   |
| Familjen Krustofski                                      | Dan Castellaneta, Jackie Mason | The Krusty the Clown Show                                                           |
| Hyman Krustofski                                         | Dan Castellaneta, Jackie Mason | Like Father, Like Clown                                                             |
| Herschel Pinkus Yerucham "Krusty" Krustofski             | Dan Castellaneta | The Krusty the Clown Show                                                           |
| Familjen Lovejoy                                         | Marcia Mitzman Gaven, Maggie Roswell, Harry Shearer, Meryl Streep | The Telltale Head                                                                   |
| Helen Lovejoy                                            | Marcia Mitzman Gaven, Maggie Roswell | Life on the Fast Lane                                                               |
| Jessica Lovejoy                                          | Meryl Streep | Bart's Girlfriend                                                                   |
| Timothy "Tim" Lovejoy                                    | Harry Shearer | The Telltale Head                                                                   |
| Familjen Lumpkin                                         | Beverly D'Angelo, Doris Grau | Colonel Homer                                                                       |
| Lurleen Lumpkin                                          | Beverly D'Angelo, Doris Grau | Colonel Homer                                                                       |
| Royce Lumpkin                                            | Karl Wiedergott | Papa Don't Leech                                                                    |
| Familjen McKenna                                         | Tress MacNeille, Sarah Silverman | Stealing First Base                                                                 |
| Madison McKenna                                          | Tress MacNeille | Stealing First Base                                                                 |
| Mr. McKenna                                              | | Stealing First Base                                                                 |
| Nikki McKenna                                            | Sarah Silverman | Stealing First Base                                                                 |
| Familjen Meyers                                          | Hank Azaria, Alex Rocco | Itchy & Scratchy & Marge                                                            |
| Roger Meyers Jr.                                         | Alex Rocco, Hank Azaria | Itchy & Scratchy & Marge                                                            |
| Roger Meyers Sr.                                         | | Itchy & Scratchy & Marge                                                            |
| Familjen Muntz                                           | Nancy Cartwright, Phil Hartman, Harry Shearer, Tress MacNeille | Bart the General                                                                    |
| Mr. Muntz                                                | Phil Hartman, Harry Shearer | Brother from the Same Planet                                                        |
| Mrs. Muntz                                               | Tress MacNeille | Tis the Fifteenth Season                                                            |
| Nelson Muntz                                             | Nancy Cartwright | Bart the General                                                                    |
| Familjen Nahasapeemapetilon                              | Hank Azaria, Jan Hooks, Tress MacNeille, Harry Shearer | The Telltale Head                                                                   |
| Apu Nahasapeemapetilon                                   | Hank Azaria | The Telltale Head                                                                   |
| Barnen Nahasapeemapetilon                                | | Eight Misbehavin                                                                    |
| Jamshed Nahasapeemapetilon                               | | Homer the Heretic                                                                   |
| Manjula Nahasapeemapetilon                               | Jan Hooks, Tress MacNeille | Much Apu About Nothing                                                              |
| Pahusacheta Nahasapeemapetilon                           | | Lisa the Beauty Queen                                                               |
| Sanjay Nahasapeemapetilon                                | Harry Shearer | Homer vs. Lisa and the 8th Commandment                                              |
| Familjen Powers                                          | Sara Gilbert, Pamela Reed, Maggie Roswell | New Kid on the Block                                                                |
| Laura Powers                                             | Sara Gilbert | New Kid on the Block                                                                |
| Ruth Powers                                              | Pamela Reed, Maggie Roswell | New Kid on the Block                                                                |
| Familjen Prince                                          | Hank Azaria, Dan Castellaneta, Russi Taylor | Bart the Genius                                                                     |
| Martin Prince Jr.                                        | Russi Taylor | Bart the Genius                                                                     |
| Martin Prince Sr.                                        | Hank Azaria, Dan Castellaneta | Bart the Genius                                                                     |
| Martha Prince                                            | Russi Taylor | Bart the Genius                                                                     |
| Familjen Quimby                                          | Dan Castellaneta, Maggie Roswell | Bart Gets an F                                                                      |
| Freddy Quimby                                            | Dan Castellaneta | The Boy Who Knew Too Much                                                           |
| Joe Quimby                                               | Dan Castellaneta | Bart Gets an F                                                                      |
| Martha Quimby                                            | Maggie Roswell | Bart Gets Famous                                                                    |
| Familjen Rhenquist                                       | Kathy Griffin | Bye Bye Nerdie                                                                      |
| Francine Rhenquist                                       | Kathy Griffin | Bye Bye Nerdie                                                                      |
| Mr. Rhenquist                                            | | Bye Bye Nerdie                                                                      |
| Mrs. Rhenquist                                           | | Bye Bye Nerdie                                                                      |
| Familjen Stanley och Tammy                               | Lily Tomlin | The Last of the Red Hat Mam                                                         |
| Stanley                                                  | | The Last of the Red Hat Mam                                                         |
| Tammy                                                    | Lily Tomlin | The Last of the Red Hat Mam                                                         |
| Familjen Stetson                                         | Tress MacNeille, Jonathan Taylor Thomas | Dude Where's My Ranch                                                               |
| Clara Stetson                                            | Tress MacNeille | Dude Where's My Ranch                                                               |
| Luke Stetson                                             | Jonathan Taylor Thomas | Dude Where's My Ranch                                                               |
| Familjen Skinner                                         | Harry Shearer, Tress MacNeille, Martin Sheen | Simpsons Roasting on an Open Fire                                                   |
| Agnes Skinner                                            | Tress MacNeille | The Telltale Head                                                                   |
| Seymour Skinner                                          | Harry Shearer | Simpsons Roasting on an Open Fire                                                   |
| Seymour Skinner                                          | Martin Sheen | The Principal and the Pauper                                                        |
| Sheldon Skinner                                          | Harry Shearer | Raging Abe Simpson and His Grumbling Grandson in "The Curse of the Flying Hellfish" |
| Familjen Spuckler                                        | Hank Azaria, Tress MacNeille | Bart Gets an Elephant                                                               |
| Barnen Spuckler                                          | |                                                                                     |
| Brandine Spuckler                                        | Tress MacNeille | Home Sweet Homediddly-Dum-Doodily                                                   |
| Cletus Spuckler                                          | Hank Azaria | Bart Gets an Elephant                                                               |
| Familjen Terwilliger                                     | Kelsey Grammer, Maria Grazia Cucinotta, David Hyde Pierce, Tress MacNeille | The Telltale Head                                                                   |
| Cecil Terwilliger                                        | David Hyde Pierce | Brother from Another Series                                                         |
| Francesca Terwilliger                                    | Maria Grazia Cucinotta | The Italian Bob                                                                     |
| Gino Terwilliger                                         | Tress MacNeille | The Italian Bob                                                                     |
| Dame Judith Underdunk Terwilliger                        | Tress MacNeille | Funeral for a Fiend                                                                 |
| Terwilliger, Robert                                      | John Mahoney | Funeral for a Fiend                                                                 |
| Robert "Sideshow Bob" Underdunk Terwilliger Jr.          | Kelsey Grammer | The Telltale Head                                                                   |
| Familjen Texan                                           | Dan Castellaneta | $pringfield (Or, How I Learned to Stop Worrying and Love Legalized Gambling)        |
| Paris Texan                                              | | Homerazzi                                                                           |
| Rich Texan                                               | Dan Castellaneta | $pringfield (Or, How I Learned to Stop Worrying and Love Legalized Gambling)        |
| Familjen Van Horne                                       | Dan Castellaneta | Itchy & Scratchy & Marge                                                            |
| Barbara Van Horne                                        | | Realty Bites                                                                        |
| Melvin "Sideshow Mel" van Horn                           | Dan Castellaneta | Itchy & Scratchy & Marge                                                            |
| Familjen Van Houten                                      | Hank Azaria, Pamela Hayden, Marcia Mitzman Gaven, Maggie Roswell | Simpsons Roasting on an Open Fire                                                   |
| Bastardo Van Houten                                      | | The Last of the Red Hat Mamas                                                       |
| Kirk van Houten                                          | Hank Azaria | Bart's Friend Falls in Love                                                         |
| Luann van Houten                                         | Maggie Roswell, Marcia Mitzman Gaven | Homer Defined                                                                       |
| Milford Van Houten                                       | Pamela Hayden | The Color Yellow                                                                    |
| Milhouse van Houten                                      | Pamela Hayden | Simpsons Roasting on an Open Fire                                                   |
| Sophie Van Houten                                        | Maggie Roswell | The Last of the Red Hat Mamas                                                       |
| Norbert "Zack" Van Houten                                | Hank Azaria | Little Orphan Millie                                                                |
| Familjen Violet                                          | Pamela Hayden, Tress MacNeille | Miracle on Evergreen Terrace                                                        |
| Patches Violet                                           | Pamela Hayden | Miracle on Evergreen Terrace                                                        |
| Poor Violet                                              | Tress MacNeille | Miracle on Evergreen Terrace                                                        |
| Familjen Wiggum                                          | Hank Azaria, Nancy Cartwright, Pamela Hayden | The Regina Monologue                                                                |
| Clancy Wiggum                                            | Hank Azaria | Homer's Odyssey                                                                     |
| Iggy Wiggum                                              | Hank Azaria | Abe Simpson and His Grumbling Grandson in "The Curse of the Flying Hellfish"        |
| Ralph Wiggum                                             | Nancy Cartwright | Simpsons Roasting on an Open Fire                                                   |
| Sarah Wiggum                                             | Pamela Hayden | Duffless                                                                            |
| Familjen Winfield                                        | Dan Castellaneta, Tracey Ullman, Maggie Roswell | Homer's Odyssey                                                                     |
| Mr. Winfield                                             | Dan Castellaneta | Homer's Odyssey                                                                     |
| Sylvia Winfield                                          | Tracey Ullman, Maggie Roswell | Homer's Odyssey                                                                     |
| Familjen Winston                                         | Dan Castellaneta, Jane Leeves | The Regina Monologue                                                                |
| Abigail "Abbie" Winston                                  | Dan Castellaneta | The Regina Monologues                                                               |
| Edwina Winston                                           | Jane Leeves | The Regina Monologues                                                               |
| Familjen Wolfcastle                                      | Harry Shearer, Reese Witherspoon | Bart Gets an F                                                                      |
| Greta Wolfcastle                                         | Reese Witherspoon | The Bart Wants What It Wants                                                        |
| Rainier Wolfcastle                                       | Harry Shearer | Bart Gets an F                                                                      |
| Familjen Woosterfield                                    | Nancy Cartwright, Tress MacNeille | Double, Double, Boy in Trouble                                                      |
| Devon Woosterfield                                       | Tress MacNeille | Double, Double, Boy in Trouble                                                      |
| Quenley Woosterfield                                     | | The Regina Monologues                                                               |
| Simon Woosterfield                                       | Nancy Cartwright | Double, Double, Boy in Trouble                                                      |
| Familjen Zzyzwicz                                        | Dan Castellaneta, Nancy Cartwright | The Telltale Head                                                                   |
| Mr. Zycanowski                                           | Dan Castellaneta | The Homer They Fall                                                                 |
| Kearney Zzyzwicz                                         | Nancy Cartwright | The Telltale Head                                                                   |
| Kearney Zzyzwicz Jr.                                     | Nancy Cartwright | A Milhouse Divided                                                                  |
| Eleanor "Crazy Cat Lady" Abernathy                       | Tress MacNeille | Girly Edition                                                                       |
| Ack                                                      | | Missionary: Impossible                                                              |
| Akira                                                    | Hank Azaria, George Takei | One Fish, Two Fish, Blowfish, Blue Fish                                             |
| Alberto                                                  | Hank Azaria | Dangerous Curves                                                                    |
| Ms. Albright                                             | Tress MacNeille | The Telltale Head                                                                   |
| Aristotle "Ari" Amadopolis                               | Jon Lovitz, Dan Castellaneta | Homer Defined                                                                       |
| Amy                                                      | | Missionary: Impossible                                                              |
| Andy                                                     | Harry Shearer | Bart vs. Australia                                                                  |
| Annette                                                  | Pamela Hayden | The Sweetest Apu                                                                    |
| Bob Arnold                                               | Hank Azaria | Mr. Lisa Goes to Washington                                                         |
| Atkins                                                   | Harry Shearer | Lisa Gets an "A"                                                                    |
| Stefane August                                           | | That 90s Show                                                                       |
| Mary Bailey                                              | Maggie Roswell | Two Cars in Every Garage and Three Eyes on Every Fish                               |
| Nigel Bakerbutcher                                       | Eddie Izzard | To Surveil With Love                                                                |
| June Ballamny                                            | Tress MacNeille | The Itchy & Scratchy & Poochie Show                                                 |
| Tina Ballerina                                           | | Like Father, Like Clown                                                             |
| Rex Banner                                               | Dave Thomas | Homer vs. the Eighteenth Amendment                                                  |
| Harv Bannister                                           | Harry Shearer | Flaming Moe's                                                                       |
| Red Barclay                                              | Hank Azaria | Maximum Homerdrive                                                                  |
| Birchibald "Birch" T. Barlow                             | Harry Shearer | Sideshow Bob Roberts                                                                |
| Jasper Beardley                                          | Harry Shearer | Homer's Odyssey                                                                     |
| Ronnie Beck                                              | Russi Taylor | Saturdays of Thunder                                                                |
| Becky                                                    | Parker Posey | It's A Mad, Mad, Mad, Mad, Marge                                                    |
| Belle                                                    | Tress MacNeille | Bart After Dark                                                                     |
| Ben                                                      | | Summer of 4 Ft. 2                                                                   |
| Benjamin                                                 | Harry Shearer | Homer Goes to College                                                               |
| Dia-Betty                                                | | Sweets and Sour Marge                                                               |
| Thor Bjorn                                               | Dan Castellaneta | Coming to Homerica                                                                  |
| Betsy Bidwell                                            | | Dial 'N' for Nerder                                                                 |
| Bill                                                     | Harry Shearer | Bart Gets an F                                                                      |
| Bill (Brevbärare)                                        | Dan Castellaneta | Sunday, Cruddy Sunday                                                               |
| Mr. Black                                                | Harry Shearer | Kamp Krusty                                                                         |
| Blinky                                                   | | Homer's Odyssey                                                                     |
| Blue-Haired Lawyer                                       | Dan Castellaneta | Bart Gets Hit by a Car                                                              |
| Cowboy Bob                                               | Albert Brooks, Dan Castellaneta | Call of the Simpsons                                                                |
| Shary Bobbins                                            | Maggie Roswell | Simpsoncalifragilisticexpiala(Annoyed Grunt)cious                                   |
| Dr. Bobcock                                              | Dan Castellaneta | Deep Space Homer                                                                    |
| Ricardo Bomba                                            | Hank Azaria | Million Dollar Maybe                                                                |
| Booberella                                               | Tress MacNeille | I'm Spelling as Fast as I Can                                                       |
| Boris                                                    | | Homer vs. Patty and Selma                                                           |
| Wendell Borton                                           | Jo Ann Harris, Pamela Hayden, Nancy Cartwright, Russi Taylor | Simpsons Roasting on an Open Fire                                                   |
| Ms. Lucille "Botz" Botzcowski                            | Penny Marshall | Some Enchanted Evening                                                              |
| Devon Bradley                                            | Edward Norton | The Great Money Caper                                                               |
| Wallace Brady                                            | Larry Hagman | The Monkey Suit                                                                     |
| Dahlia Brinkley                                          | Tress MacNeille | MoneyBART                                                                           |
| Don Brodka                                               | Lawrence Tierney | Marge Be Not Proud                                                                  |
| Jacques Brunswick                                        | Albert Brooks | Life on the Fast Lane                                                               |
| Bumblebee "Yaritza Burgos" Man                           | Hank Azaria | Itchy & Scratchy: The Movie                                                         |
| Chazz Busby                                              | Hank Azaria | Smoke on the Daughter                                                               |
| Joan Bushwell                                            | | Simpson Safari                                                                      |
| Caitlin                                                  | | Waverly Hills 9-0-2-1-D'oh                                                          |
| Dash Calhoun                                             | | Marge vs. the Monorail                                                              |
| Russ Cargill                                             | Albert Brooks | The Simpsons: Filmen                                                                |
| Carl Carlson                                             | Hank Azaria | Homer's Night Out                                                                   |
| Carrie                                                   | Pamela Hayden | Little Girl in the Big Ten                                                          |
| Cassandra                                                | Neve Campbell | Rednecks and Broomsticks                                                            |
| Caesar                                                   | Harry Shearer | The Crepes of Wrath                                                                 |
| Cecil (Eurotrash)                                        | Dan Castellaneta | Mom and Pop Art                                                                     |
| Gary Chalmers                                            | Hank Azaria | Whacking Day                                                                        |
| Cornelius Chapman                                        | Dan Castellaneta | The Mansion Family                                                                  |
| Charlie                                                  | Dan Castellaneta | Life on the Fast Lane                                                               |
| Charlie                                                  | Jordan Nagai | O Brother, Where Bart Thou?                                                         |
| President Chimp                                          | Dan Castellaneta | Dumbbell Indemnity                                                                  |
| Edward Christian                                         | Jack Burns | Beyond Blunderdome                                                                  |
| Scott Christian                                          | Dan Castellaneta | Two Cars in Every Garage and Three Eyes on Every Fish                               |
| Complaining Soldier                                      | Dan Castellaneta | Brother's Little Helper                                                             |
| Lance Coffman                                            | Dan Castellaneta | Homer to the Max                                                                    |
| Colin                                                    | Tress MacNeille | The Simpsons: Filmen                                                                |
| Dexter Colt                                              | Hank Azaria | The Dad Who Knew Too Little                                                         |
| Jeff "Comic Book Guy" Albertson                          | Hank Azaria | Three Men and a Comic Book                                                          |
| Commie Nazi                                              | Dan Castellaneta | King of the Hill                                                                    |
| Grant Conner                                             | Charles Napier | The Fat and the Furriest                                                            |
| Vance Connor                                             | Hank Azaria] | Take My Life, Please                                                                |
| Evan Conover                                             | Phil Hartman | Bart vs. Australia                                                                  |
| Cookie                                                   | Karl Wiedergott | Dude, Where's My Ranch                                                              |
| Cop Photographer                                         | Dan Castellaneta | Dumbbell Indemnity                                                                  |
| Mr. Costington                                           | Hank Azaria | Trash of the Titans                                                                 |
| Craig                                                    | | Missionary: Impossible                                                              |
| Arthur Crandall                                          | Hank Azaria | Krusty Gets Kancelled                                                               |
| Fait Crowley                                             | | Mr. Lisa Goes to Washington                                                         |
| Jack Crowley                                             | Michael Keaton | Pokey Mom                                                                           |
| Old Curly                                                | Dan Castellaneta | Homer Simpson in: "Kidney Trouble"                                                  |
| Randall Curtis                                           | Hank Azaria | Co-Dependent's Day                                                                  |
| Fanastic Dan                                             | Dan Castellaneta | Bart Carny                                                                          |
| Darcy                                                    | Natalie Portman | Little Big Girl                                                                     |
| Kyle Darren                                              | | Marge vs. the Monorail                                                              |
| Datebase                                                 | Nancy Cartwright | Krusty Gets Busted                                                                  |
| Dean                                                     | | Summer of 4 Ft. 2                                                                   |
| Amber Dempsey                                            | Lona Williams | Amber Dempsey                                                                       |
| Declan Desmond                                           | Eric Idle | Scuse Me While I Miss the Sky                                                       |
| Diablo                                                   | | The Great Money Caper                                                               |
| Dwight Diddlehopper                                      | Steve Buscemi | Don't Wanna Know Why the Caged Bird Sings                                           |
| Senõr Ding-Dong                                          | Dan Castellaneta | Maximum Homerdrive                                                                  |
| Don Vittario DiMaggio                                    | Hank Azaria | Homie the Clown                                                                     |
| Donny                                                    | Topher Grace | The Debarted                                                                        |
| Big Donut                                                | Dan Castellaneta | Simpson Tide                                                                        |
| Dorit                                                    | Yael Naim | The Greatest Story Ever D'ohed                                                      |
| Doug                                                     | Hank Azaria | Homer Goes to College                                                               |
| Clarice Drummond                                         | Tress MacNeille | The Monkey Suit                                                                     |
| Ms. Dubinsky                                             | | To Surveil With Love                                                                |
| Howard K. Duff VIII                                      | Stacy Keach | Hungry, Hungry Homer                                                                |
| Duffman                                                  | Hank Azaria | The City of New York vs. Homer Simpson                                              |
| Duncan alias Furious D                                   | Jim Cummings | Saddlesore Galactica                                                                |
| Eddie                                                    | Harry Shearer | There's No Disgrace Like Home                                                       |
| Dr. Egoyan                                               | Hank Azaria | Million Dollar Abie                                                                 |
| Elen                                                     | | The Joy of Sect                                                                     |
| Eliza                                                    | | The Day the Violence Died                                                           |
| Emil                                                     | | E-I-E-I-(Annoyed Grunt)                                                             |
| Chet Englebrecht                                         | | The Great Wife Hope                                                                 |
| Erin                                                     | Christina Ricci | Summer of 4 Ft. 2                                                                   |
| Ernie                                                    | Dan Castellaneta | Mayored to the Mob                                                                  |
| Ernst                                                    | Hank Azaria | $pringfield (Or, How I Learned to Stop Worrying and Love Legalized Gambling)        |
| Ethan                                                    | Jemaine Clement | Elementary School Musical                                                           |
| Mason Fairbanks                                          | Michael York | Homer's Paternity Coot                                                              |
| Brother Faith                                            | Don Cheadle | Faith Off                                                                           |
| Fallout Boy                                              | | Three Men and a Comic Book                                                          |
| Mia Farrow                                               | Tress MacNeille | Insane Clown Poppy                                                                  |
| Flamboyant Theater-type                                  | Dan Castellaneta | Eight Misbehavin                                                                    |
| Human Fly                                                | Dan Castellaneta | Homer's Barbershop Quartet                                                          |
| Ethan Foley                                              | Pamela Hayden | Bart the Genius                                                                     |
| Arthur Fortune                                           | Hank Azaria | Monty Can't Buy Me Love                                                             |
| Dr. Foster                                               | Hank Azaria | Hurricane Neddy                                                                     |
| Frank                                                    | | The Lastest Gun in the West                                                         |
| Tjallaren Frankie (Frankie the Squealer)                 | Harry Shearer | Insane Clown Poppy                                                                  |
| Frankie                                                  | | Mommie Beerest                                                                      |
| Fransk kock                                              | Dan Castellaneta | Guess Who's Coming to Criticize Dinner?                                             |
| "Lunchlady" Doris Freedman                               | Doris Grau, Tress MacNeille | Lisa's Pony                                                                         |
| Jonathon "Professor John" Nerdelbaum I. Q. Frink, Junior | Hank Azaria | Old Money                                                                           |
| Fritz                                                    | | Burns Verkaufen der Kraftwerk                                                       |
| Gabbo                                                    | Hank Azaria | Krusty Gets Kancelled                                                               |
| Gabriel                                                  | Delroy Lindo | Brawl in the Family                                                                 |
| Australien Gamekeeper                                    | Dan Castellaneta | Marge Simpson in: "Screaming Yellow Honkers"                                        |
| huck Garabedian                                          | Hank Azaria | Thirty Minutes Over Tokyo                                                           |
| Gary                                                     | Dan Castellaneta | Homer Goes to College                                                               |
| Gavin                                                    | Nancy Cartwright | Marge Be Not Proud                                                                  |
| Johnnie                                                  | Hank Azaria | Midnight Rx                                                                         |
| Goose Gladwell                                           | Hank Azaria | Fat Man and Little Boy                                                              |
| Gloria                                                   | Julia Louis-Dreyfus | A Hunka Hunka Burns in Love                                                         |
| Goodwill Truck Driver                                    | Dan Castellaneta | Little Big Mom                                                                      |
| Capital City Goofball                                    | Dan Castellaneta | Dancin' Homer                                                                       |
| Brad Goodman                                             | Albert Brooks | Bart's Inner Child                                                                  |
| Grady                                                    | Scott Thompson | Three Gays of the Condo                                                             |
| Ashley Grant                                             | Pamela Hayden | Homer Badman                                                                        |
| Jesse Grass                                              | Joshua Jackson | Lisa the Tree Hugger                                                                |
| Marshall Goldman                                         | Hank Azaria | Thursdays with Abie                                                                 |
| Gunter                                                   | Harry Shearer | $pringfield (Or, How I Learned to Stop Worrying and Love Legalized Gambling)        |
| Gil Gunderson                                            | Dan Castellaneta | Realty Bites                                                                        |
| Gladys Gurney                                            | Julie Kavner | Selma's Choice                                                                      |
| Gus                                                      | Dan Castellaneta | Bart vs. Australia                                                                  |
| Milton "Ox" Haas                                         | Hank Azaria | Raging Abe Simpson and His Grumbling Grandson in "The Curse of the Flying Hellfish" |
| Andrew "Andy" Hamilton                                   | Jonah Hill | Pranks and Greens                                                                   |
| Big Hand Guy                                             | Dan Castellaneta | Simpson Tide                                                                        |
| Robyn Hannah                                             | Tress MacNeille | Beyond Blunderdome                                                                  |
| Hans                                                     | | Burns Verkaufen der Kraftwerk                                                       |
| Kurt Hardwick                                            | Bret McKenzie | Elementary School Musical                                                           |
| Constance Harm                                           | Jane Kaczmarek | The Parent Rap                                                                      |
| Herman                                                   | Harry Shearer | Bart the General                                                                    |
| Kiki Highsmith                                           | | Large Marge                                                                         |
| Actor Homer                                              | Dan Castellaneta | Burns' Heir                                                                         |
| Soccer Hooligan                                          | Dan Castellaneta | The Cartridge Family                                                                |
| Elizabeth Hoover                                         | Marcia Mitzman Gaven, Maggie Roswell | Brush with Greatness                                                                |
| Jim Hope                                                 | Tim Robbins | Grift of the Magi                                                                   |
| Horst                                                    | Phil Hartman | Burns Verkaufen der Kraftwerk                                                       |
| Howard                                                   | Susan Blu | Moaning Lisa                                                                        |
| Adil Hoxha                                               | Tress MacNeille | The Crepes of Wrath                                                                 |
| Hollis Hurlbut                                           | Donald Sutherland | Lisa the Iconoclast                                                                 |
| Howell Huser                                             | Karl Weidergott | There's Something About Marrying                                                    |
| Lionel Hutz                                              | Phil Hartman | Bart Gets Hit By A Car                                                              |
| Itchy                                                    | Dan Castellaneta | The Bart Simpson Show                                                               |
| Enrico Irritazio                                         | Jon Lovitz | Homerazzi                                                                           |
| Wolfguy Jack                                             | Harry Shearer | Take My Wife, Sleaze                                                                |
| Lewis Jackson                                            | Nancy Cartwright, Jo Ann Harris, Pamela Hayden, Russi Taylor | Simpsons Roasting on an Open Fire                                                   |
| Snake Jailbird                                           | Hank Azaria | The War of the Simpsons                                                             |
| Jakob                                                    | Sacha Baron Cohen | The Greatest Story Ever D'ohed                                                      |
| Jane                                                     | | The Joy of Sect                                                                     |
| Janitor                                                  | Dan Castellaneta | Simpson Tide                                                                        |
| Jeff Jenkis                                              | Hank Azaria | I Am Furious (Yellow)                                                               |
| Jenda                                                    | Amy Poehler | Future-Drama                                                                        |
| Jenny                                                    | Anne Hathaway | The Good, the Sad and the Drugly                                                    |
| Jimmy the Snitch                                         | Dan Castellaneta | 'Scuse Me While I Miss the Sky                                                      |
| Jimmy the Carriage Driver                                | Dan Castellaneta | The City of New York vs. Homer Simpson                                              |
| Jockey                                                   | Dan Castellaneta | Saddlesore Galactica                                                                |
| Johhny                                                   | | I Love Lisa                                                                         |
| John                                                     | John Waters | Homer's Phobia                                                                      |
| Johnnie                                                  | Hank Azaria | Midnight Rx                                                                         |
| Godfrey Jones                                            | Harry Shearer | Homer Badman                                                                        |
| Rachel Jordan                                            | Shawn Colvin | Alone Again, Natura-Diddily                                                         |
| Joyce                                                    | | The Bob Next Door                                                                   |
| J.P.                                                     | Harry Shearer | E-I-E-I-(Annoyed Grunt)                                                             |
| Jub-Jub                                                  | | Selma's Choice                                                                      |
| Julia                                                    | Maya Rudolph | The Homer of Seville                                                                |
| Julio                                                    | Hank Azaria | Three Gays of the Condo                                                             |
| Agent Johnson                                            | | The Trouble with Trillions                                                          |
| Inga                                                     | Tress MacNeille | Coming to Homerica                                                                  |
| Kang                                                     | Harry Shearer | Treehouse of Horror                                                                 |
| Karl                                                     | Harvey Fierstein | Simpson and Delilah                                                                 |
| Katelyn                                                  | Pamela Hayden | Waverly Hills 9-0-2-1-D'oh                                                          |
| Kavi                                                     | Hank Azaria | Kiss Kiss Bang Bangalore                                                            |
| Kevin                                                    | | Stealing First Base                                                                 |
| Rat-Pack Kid                                             | Dan Castellaneta | Saddlesore Galactica                                                                |
| Larry Kidkill                                            | Gary Marshall | Eight Misbehavin'                                                                   |
| Tom Kite                                                 | | Scenes from the Class Struggle in Springfield                                       |
| Kitenge                                                  | Hank Azaria | Simpson Safari                                                                      |
| Wally Kogen                                              | Fred Willard | Sunday, Cruddy Sunday                                                               |
| Kotoctoc                                                 | | Missionary: Impossible                                                              |
| Kodos                                                    | Dan Castellaneta | Treehouse of Horror                                                                 |
| Leon Kompowsky                                           | Hank Azaria, Michael Jackson, Kipp Lennon | Stark Raving Dad                                                                    |
| Edna Krabappel                                           | Marcia Wallace | Bart the Genius                                                                     |
| Colby Krause                                             | Stephen Colbert | He Loves to Fly and He D'ohs                                                        |
| Juliana Krellner                                         | Tress MacNeille | Girls Just Want to Have Sums                                                        |
| Mr. Krupt                                                | Hank Azaria | My Fair Laddy                                                                       |
| Cookie Kwan                                              | Tress MacNeille | Realty Bites                                                                        |
| Laddie                                                   | Frank Welker | The Canine Mutiny                                                                   |
| Chester J. Lampwick                                      | Kirk Douglas | The Day the Violence Died                                                           |
| Lyle Lanley                                              | Phil Hartman | Marge vs. the Monorail                                                              |
| Dewey Largo                                              | Harry Shearer | Simpsons Roasting on an Open Fire                                                   |
| Jack Larson                                              | Harry Shearer | Lisa the Beauty Queen                                                               |
| Larry H. Lawyer, Jr.                                     | Hank Azaria | Pray Anything                                                                       |
| Legs                                                     | Hank Azaria, Karl Wiedergott | Bart the Murderer                                                                   |
| Marcus LeMarquez                                         | Hank Azaria | Jazzy and the Pussycats                                                             |
| Lenny Leonard                                            | Harry Shearer | Life on the Fast Lane                                                               |
| Leopold                                                  | Dan Castellaneta | Sweet Seymour Skinner's Baadasssss Song                                             |
| Leprechaun                                               | Dan Castellaneta | This Little Wiggy                                                                   |
| Lester                                                   | Tress MacNeille | The Day the Violence Died                                                           |
| Actor Lisa                                               | Dan Castellaneta | Burns' Heir                                                                         |
| Lisa, Jr.                                                | Yeardley Smith | Missionary: Impossible                                                              |
| Lou                                                      | Harry Shearer | There's No Disgrace Like Home                                                       |
| Louie                                                    | Harry Shearer | Bart the Murderer                                                                   |
| Louie                                                    | Matt Dillon | Midnight Towboy                                                                     |
| Stacy Lovell                                             | Kathleen Turner | Lisa vs. Malibu Stacy                                                               |
| Anton Lubchenko                                          | Dan Castellaneta | Faith Off                                                                           |
| Lugash                                                   | Dan Castellaneta | Children of a Lesser Clod                                                           |
| Kate Lynn                                                | Nancy Cartwright | Waverly Hills 9-0-2-1-D'oh                                                          |
| William "Willie" MacMorhan                               | Dan Castellaneta | Principal Charming                                                                  |
| Mall Executive                                           | Dan Castellaneta | Lisa the Skeptic                                                                    |
| Shelbyville Manhattan                                    | Hank Azaria | Lemon of Troy                                                                       |
| Otto Mann                                                | Harry Shearer | Homer's Odyssey                                                                     |
| Maria                                                    | | Mr. Lisa Goes to Washington                                                         |
| Jack Marley                                              | Dan Castellaneta | Marge Gets a Job                                                                    |
| Marty                                                    | Dan Castellaneta | Bart Gets an F                                                                      |
| Maya                                                     | Tress MacNeille | Eeny Teeny Maya Moe                                                                 |
| Gator McCall                                             | Hank Azaria | Once Upon a Time in Springfield                                                     |
| Horatio McCallister                                      | Hank Azaria | New Kid on the Block                                                                |
| Troy McClure                                             | Phil Hartman | Homer vs. Lisa and the 8th Commandment                                              |
| Audrey McConnell                                         | Tress MacNeille | Bart vs. Lisa vs. the Third Grade                                                   |
| Buck McCoy                                               | Dennis Weaver | The Lastest Gun in the West                                                         |
| Griff McDonald                                           | | Raging Abe Simpson and His Grumbling Grandson in "The Curse of the Flying Hellfish" |
| Roddy McDonut                                            | Dan Castellaneta | Simpson Tide                                                                        |
| Meathook                                                 | John Goodman | Take My Wife, Sleaze                                                                |
| Medicine Woman                                           | Tress MacNeille | The Simpsons: Filmen                                                                |
| Megan                                                    | | To Surveil With Love                                                                |
| Ms. Mellon                                               | Marcia Wallace | Bart the Genius                                                                     |
| Milo                                                     | Jack Black | Husbands and Knives                                                                 |
| William Milo                                             | Hank Azaria | Beyond Blunderdome                                                                  |
| Mimi                                                     | Tress MacNeille | Guess Who's Coming to Criticize Dinner?                                             |
| Mindy                                                    | Tress MacNeille | E-I-E-I-(Annoyed Grunt)                                                             |
| Buck Mitchell                                            | Hank Azaria | Marge and Homer Turn a Couple Play                                                  |
| Mr. Mitchell                                             | Hank Azaria | The Canine Mutiny                                                                   |
| Steve Mobs                                               | Hank Azaria | Mypods and Boomsticks                                                               |
| Hans Moleman                                             | Dan Castellaneta | Principal Charming                                                                  |
| Molloy                                                   | Sam Neill | Homer the Vigilante                                                                 |
| Marvin Monroe                                            | Harry Shearer | There's No Disgrace Like Home                                                       |
| Movie Director                                           | Dan Castellaneta | Radioactive Man                                                                     |
| Munchie                                                  | George Carlin | D'oh-in in the Wind                                                                 |
| Captain Lance Murdock                                    | Dan Castellaneta | Bart the Daredevil                                                                  |
| Melissa                                                  | Nancy Cartwright | Bart the Daredevil                                                                  |
| Mojo                                                     | Dan Castellaneta | Girly Edition                                                                       |
| Nana Sophie Mussolini                                    | Maggie Roswell | Bart Sells His Soul                                                                 |
| Bleeding Gums Murphy                                     | Daryl L. Coley, Ron Taylor, | Moaning Lisa                                                                        |
| Muntu                                                    | | Simpson Safari                                                                      |
| Muntu                                                    | | Simpson Safari                                                                      |
| Lyle McCarthy                                            | Seth Rogen | Homer the Whopper                                                                   |
| Navitron Auto-Drive                                      | Dan Castellaneta | Maximum Homerdrive                                                                  |
| Alaska Nebraska                                          | Ellen Page | Waverly Hills 9-0-2-1-D'oh                                                          |
| Gwendolyn Nightshadow                                    | | Rednecks and Broomsticks                                                            |
| Noah                                                     | | Father Knows Worst                                                                  |
| Major Nougat                                             | Dan Castellaneta | Girly Edition                                                                       |
| Number 6                                                 | Patrick McGoohan | The Computer Wore Menace Shoes                                                      |
| Number 12                                                | | The Computer Wore Menace Shoes                                                      |
| Number 27                                                | | The Computer Wore Menace Shoes                                                      |
| Antoine "Tex" O'Hara                                     | | Dancin' Homer                                                                       |
| Old Jewish Man                                           | Dan Castellaneta | Bart the General                                                                    |
| Tom O'Flanagan                                           | Colm Meaney | In the Name of the Grandfather                                                      |
| Opal                                                     | Tress MacNeille | Ice Cream of Margie (with the Light Blue Hair)                                      |
| Princess Opal                                            | | Bart the Murderer                                                                   |
| Frank Ormand                                             | Jack Lemmon | The Twisted World of Marge Simpson                                                  |
| DeFonzo Palmer                                           | Harry Shearer | Jazzy and the Pussycats                                                             |
| MacArthur Parker                                         | Jeff Goldblum | A Fish Called Selma                                                                 |
| Hugh Parkfield                                           | Mandy Patinkin | Lisa's Wedding                                                                      |
| The Parson                                               | | Wedding For Disaster                                                                |
| Ray Patterson                                            | Steve Martin | Trash of the Titans                                                                 |
| Princess Penelope                                        | Anne Hathaway | Once Upon a Time in Springfield                                                     |
| Mr. Pennybags                                            | Dan Castellaneta | Thirty Minutes Over Tokyo                                                           |
| Louis Pennycandy                                         | Pamela Hayden | Like Father, Like Clown                                                             |
| Pepi                                                     | Tress MacNeille | Brother from the Same Planet                                                        |
| Handsome Pete                                            | | Bart the Fink                                                                       |
| Evelyn Peters                                            | Tress MacNeille | Scenes from the Class Struggle in Springfield                                       |
| Arnie Pie                                                | Dan Castellaneta | Some Enchanted Evening                                                              |
| Asiatisk pirat                                           | Dan Castellaneta | The Mansion Family                                                                  |
| Jeremy Peterson                                          | Dan Castellaneta | Brush With Greatness                                                                |
| Asa Phelps                                               | | Raging Abe Simpson and His Grumbling Grandson in "The Curse of the Flying Hellfish" |
| Phillips                                                 | | Marge in Chains                                                                     |
| Pinchy                                                   | | Lisa Gets An A                                                                      |
| Plopper                                                  | | Treehouse of Horror XVIII                                                           |
| Amber Pigal-Simpson                                      | Pamela Hayden | Viva Ned Flanders                                                                   |
| Debbie Pinson                                            | Tress MacNeille | Take My Life, Please                                                                |
| Polis                                                    | Dan Castellaneta |                                                                                     |
| Poochie                                                  | Homer Simpson | The Itchy & Scratchy & Poochie Show                                                 |
| Brunella Pommelhorst                                     | Tress MacNeille | Moaning Lisa                                                                        |
| Herb Powell                                              | Danny DeVito | Oh Brother, Where Art Thou?                                                         |
| Janine "Janey" Powell/Henderson                          | Jo Ann Harris, Pamela Hayden, Tress MacNeille, Russi Taylor | Bart the General                                                                    |
| Princess                                                 | Frank Welker | Lisa's Pony                                                                         |
| Corporal Punishment                                      | | Like Father, Like Clown                                                             |
| Pyro                                                     | Hank Azaria | A Milhouse Divided                                                                  |
| J. Loren Pyror                                           | Harry Shearer | Bart the Genius                                                                     |
| Radioactive Man                                          | Dan Castellaneta | The Telltale Head                                                                   |
| Sideshow Raheem                                          | Micheal Carrington | I Love Lisa                                                                         |
| Johhny Rainboy                                           | | A Star Is Torn                                                                      |
| Ramrod                                                   | Henry Winkler | Take My Wife, Sleaze                                                                |
| Raoul                                                    | Hank Azaria | Catch 'Em If You Can                                                                |
| Renee                                                    | Helen Hunt | Dumbbell Indemnity                                                                  |
| Richard                                                  | Nancy Cartwright, Jo Ann Harris, Pamela Hayden, Maggie Roswell | Bart the Genius                                                                     |
| Stark Richdale                                           | | C.E. D'oh                                                                           |
| Rick                                                     | | Summer of 4 Ft. 2                                                                   |
| Luigi Risotto                                            | Hank Azaria | Sweet Seymour Skinner's Baadasssss Song                                             |
| Nick Riviera                                             | Hank Azaria | Bart Gets Hit by a Car                                                              |
| Roofi                                                    | Hank Azaria] | Marge vs. Singles, Seniors, Childless Couples and Teens, and Gays                   |
| Dave Rosenfield                                          | | Dancin' Homer                                                                       |
| Roy                                                      | Hank Azaria | The Itchy & Scratchy & Poochie Show                                                 |
| Rudy                                                     | Dan Castellaneta | Sunday, Cruddy Sunday                                                               |
| Ruthie                                                   | Pamela Hayden | Dangerous Curves                                                                    |
| Salvatore                                                | Dan Castellaneta | Guess Who's Coming to Criticize Dinner?                                             |
| Gerald Samson                                            | Hank Azaria | Sweet Seymour Skinner's Baadasssss Song                                             |
| Santa's Little Helper                                    | Dan Castellaneta, Frank Welker | Simpsons Roasting on an Open Fire                                                   |
| Seamus                                                   | Hank Azaria | I Am Furious (Yellow)                                                               |
| Hank Scorpio                                             | Albert Brooks | You Only Move Twice                                                                 |
| Scratchy                                                 | Harry Shearer | The Bart Simpson Show                                                               |
| Fader Sean                                               | Liam Neeson | The Father, the Son, and the Holy Guest Star                                        |
| Seth                                                     | Martin Mull | D'oh-in in the Wind                                                                 |
| Cecile Shapiro                                           | Yeardley Smith | Bart the Genius                                                                     |
| Shauna                                                   | | The Good, the Sad and the Drugly                                                    |
| Sherri                                                   | Russi Taylor | Simpsons Roasting on an Open Fire                                                   |
| Showgirls Choreographger                                 | Dan Castellaneta | Brother's Little Helper                                                             |
| Dave Shutton                                             | Harry Shearer | Two Cars in Every Garage and Three Eyes on Every                                    |
| Beatrice "Bea" Simmons                                   | Audrey Meadows | Old Money                                                                           |
| Mindy Simmons                                            | Michelle Pfeiffer | The Last Temptation of Homer                                                        |
| Llewellyn Sinclair                                       | Jon Lovitz | A Streetcar Named Marge                                                             |
| Sara Sloane                                              | Marisa Tomei | A Star is Born Again                                                                |
| Löjtnant L.T. Smash                                      | | New Kids on the Blecch                                                              |
| Smiley the Elf                                           | Dan Castellaneta | Hello Gutter, Hello Fadder                                                          |
| Waylon Smithers Jr.                                      | Harry Shearer | Simpsons Roasting on an Open Fire                                                   |
| Snowball I                                               | Frank Welker | Bart Gets Hit by a Car                                                              |
| Snowball II                                              | Dan Castellaneta, Frank Welker | Simpsons Roasting on an Open Fire                                                   |
| Roy Snyder                                               | Harry Shearer | Krusty Gets Busted                                                                  |
| Sophie                                                   | Drew Barrymore | Insane Clown Poppy                                                                  |
| Sound Bite Reporter                                      | Dan Castellaneta | Eight Misbehavin                                                                    |
| Fader Sean                                               | Liam Neeson | The Father, the Son, and the Holy Guest Star                                        |
| Tab Spangler                                             | Albert Brooks | The Heartbroke Kid                                                                  |
| Stampy                                                   | Mike Judge | Bart Gets an Elephant                                                               |
| Samantha Stanky                                          | Kimmy Robertson | Bart's Friend Falls in Love                                                         |
| Dolph Starbeam                                           | Tress MacNeille | The Telltale Head                                                                   |
| Trent Steele                                             | Hank Azaria | Homer to the Max                                                                    |
| Eli Stern VI                                             | Hank Azaria | My Fair Laddy                                                                       |
| Strawberry                                               | Maggie Roswell | Husbands and Knives                                                                 |
| Disco Stu                                                | Hank Azaria | Two Bad Neighbors                                                                   |
| Jebediah Springfield                                     | Hank Azaria | The Telltale Head                                                                   |
| Sven                                                     | Harry Shearer | Coming to Homerica                                                                  |
| Svetlana                                                 | Pamela Hayden | He Loves to Fly and He D'ohs                                                        |
| Stacey Swanson                                           | Meg Ryan | Yokel Chords                                                                        |
| Lucius Sweet                                             | Paul Winfield | The Homer They Fall                                                                 |
| Sidney Swift                                             | Russi Taylor | Bart the Genius                                                                     |
| Moe Szyslak                                              | Hank Azaria, Chris Latta | Simpsons Roasting on an Open Fire                                                   |
| Sylvia                                                   | Tress MacNeille | Dangerous Curves                                                                    |
| Chloe Talbot                                             | Kim Cattrall | The Regina Monologues                                                               |
| Drederick Tatum                                          | Hank Azaria | Homer vs. Lisa and the 8'th Commandment                                             |
| Stan Taylor                                              | Hank Azaria | Homer Loves Flanders                                                                |
| Mr. Teeny                                                | Dan Castellaneta | Itchy & Scratchy & Marge                                                            |
| Kapten Tenille                                           | Rod Steiger | Simpson Tide                                                                        |
| Terri                                                    | Russi Taylor | Simpsons Roasting on an Open Fire                                                   |
| Thelonious                                               | Frankie Muniz | Trilogy of Error                                                                    |
| Tibor                                                    | | Marge Gets a Job                                                                    |
| Shauna "April Flowers/Princess Kashmir" Tifton           | Maggie Roswell | Homer's Night Out                                                                   |
| Jonathan "Johnny" Tightlips                              | Hank Azaria | Insane Clown Poppy                                                                  |
| Tina                                                     | Tress MacNeille | Little Girl in the Big Ten                                                          |
| Caleb Thorn                                              | Alec Baldwin | Bonfire of the Manatees                                                             |
| Dr. Thurston                                             | Rachel Weisz | How Munched is That Birdie in the Window?                                           |
| Tom                                                      | Phil Hartman | Brother from the Same Planet                                                        |
| Ugolín                                                   | Dan Castellaneta | The Crepes of Wrath                                                                 |
| Greve Fudge-Ula                                          | | The Old Man and the Lisa                                                            |
| Melanie Upfoot                                           | Frances McDormand | Girls Just Want to Have Sums                                                        |
| Vicki Valentine                                          | Tress MacNeille | Last Tap Dance in Springfield                                                       |
| Truong Van Dinh                                          | Lona Williams | Mr. Lisa Goes to Washington                                                         |
| Zachary Vaughn                                           | Hank Azaria | Bart Gets a "Z"                                                                     |
| Velma                                                    | | Kill the Alligator and Run                                                          |
| Gina Vendetti                                            | Sarah Michelle Gellar | The Wandering Juvie                                                                 |
| Veronica                                                 | Tress MacNeille | There's Something About Marrying                                                    |
| Tabitha Vixx                                             | Mandy Moore | Marge and Homer Turn a Couple Play                                                  |
| Walt Warren                                              | Hank Azaria | The Bob Next Door                                                                   |
| Baron von Wortzenberger                                  | Hank Azaria | Raging Abe Simpson and His Grumbling Grandson in "The Curse of the Flying Hellfish" |
| Avril Ward                                               | Harry Shearer | Bart vs. Australia                                                                  |
| Etch Westgrin                                            | Dan Castellaneta | Raging Abe Simpson and His Grumbling Grandson in "The Curse of the Flying Hellfish" |
| Horace Wilcox                                            | | Mr. Spritz Goes to Washington                                                       |
| Emily Winthop                                            | Tracey Ullman | Bart's Dog Gets an F                                                                |
| Raphael Wiseguy                                          | Hank Azaria | The Way We Was                                                                      |
| Astrid Weller                                            | Isabella Rossellini] | Mom and Pop Art                                                                     |
| Alex Whitney                                             | Lisa Kudrow | Lard of the Dance                                                                   |
| Wink                                                     | George Takei | Thirty Minutes Over Tokyo                                                           |
| Madame Wu                                                | Lucy Liu | Goo Goo Gai Pan                                                                     |
| The Yes-Guy                                              | Dan Castellaneta | Mayored to the Mob                                                                  |
| Zack                                                     | | The Old Man and the Key                                                             |
| Zelda                                                    | Olympia Dukakis | The Old Man and the Key                                                             |
| Artie Ziff                                               | Dan Castellaneta, Jon Lovitz | The Way We Was                                                                      |
| Dr. Irving Zitofsky                                      | Harry Shearer | Simpsons Roasting on an Open Fire                                                   |
| Üter Zörker                                              | Russi Taylor | Treehouse of Horror IV                                                              |
| Ängel                                                    | Dan Castellaneta | Lisa the Skeptic                                                                    |